# Lourinhasaurus
Lourinhasaurus („ještěr z oblasti Lourinhã“) byl rod sauropodního dinosaura z kladu Macronaria a čeledi Camarasauridae, formálně popsaný v roce 1998 z území Portugalska. Fosilie tohoto dinosaura byly objeveny v sedimentech geologického souvrství Alcobaça a mají stáří zhruba 153 až 150 milionů let (období svrchní jury, geologické stupně kimmeridž až tithon).

## Objev a pojmenování
Fosilie tohoto sauropoda objevil v roce 1949 Harold Weston Robbins v oblasti Alenquer na západě Portugalska. Původně byl dinosaurus popsán roku 1957 jako "Apatosaurus" alenquerensis, později byl přejmenován na Brontosaurus a Camarasaurus, v roce 1998 pak bylo stanoveno nové rodové jméno Lourinhasaurus. Typový druh Lourinhasaurus alenquerensis byl ve zmíněném roce popsán týmem portugalských paleontologů.
Tento dinosaurus je někdy vzhledem k podobnosti rodových jmen zaměňován s teropodem rodu Lourinhanosaurus.

## Popis
Lourinhasaurus byl středně velkým sauropodem, dosahujícím délky kolem 17 metrů a hmotnosti zhruba 10 až 15 tun..

## Systematika
Druh L. alenqerensis spadal do čeledi Camarasauridae a jeho blízkými vývojovými příbuznými byly například rody Bellusaurus, Camarasaurus, Cathetosaurus a Dashanpusaurus.